# Tommaso Calcagnini
Tommaso Calcagnini (Ferrara, XVI secolo – XVI secolo) è stato un letterato italiano.

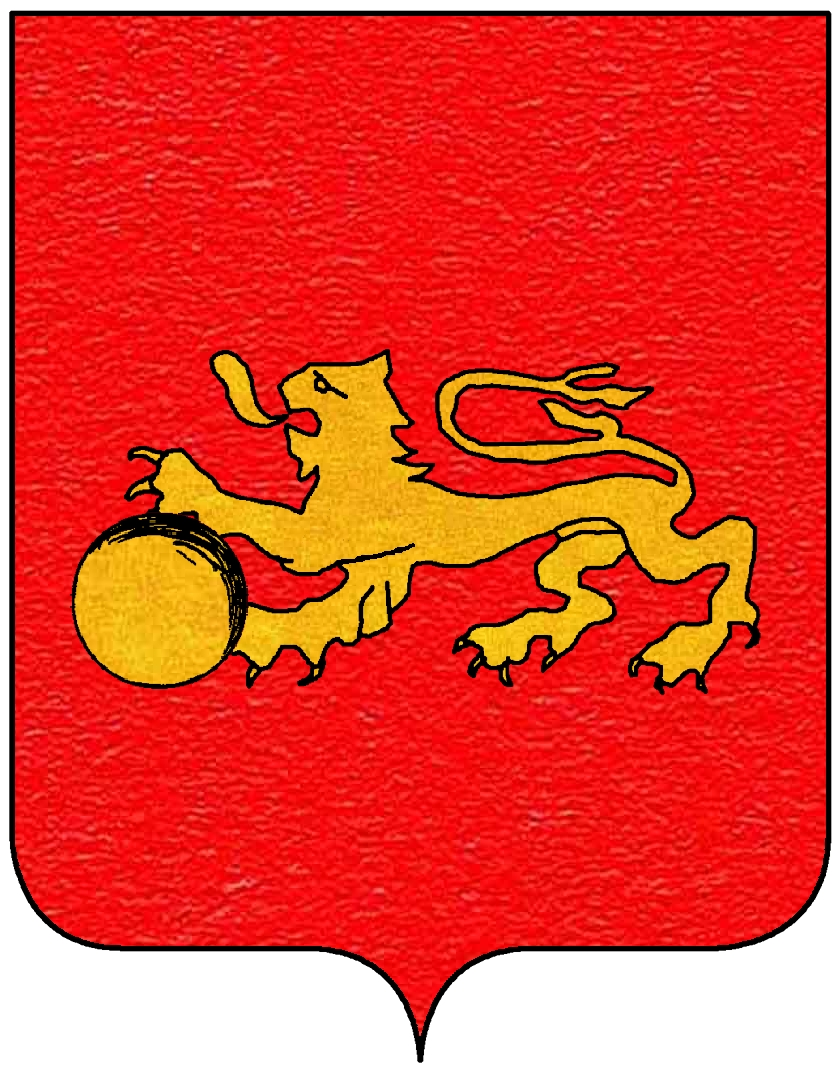
Stemma Calcagnini

Il conte Tommaso Calcagnini era figlio di Alfonso e di Laura d'Este, che col loro matrimonio consentirono di aggiungere al cognome del marito quello degli Estensi.
Nipote dell'umanista e scienziato Celio Calcagnini, lo ebbe come precettore. Fece parte dell'"Accademia di Ferrara", fondata dallo zio Celio e ribattezzata in seguito dal figlio Alfonso "Accademia dei Filareti".

## Discendenza
Sposò Costanza Rangoni, che dopo la morte di Tommaso si risposò con il conte Cesare Fregoso (1529), ed ebbero quattro figli:
- Alfonso, letterato
- Teofilo (?-1560), diplomatico
- Ercole
- Laura, sposò Gianpaolo Corelli